# Pfirsichtriebwickler
|  | Dieser Artikel wurde aufgrund von formalen oder inhaltlichen Mängeln in der Qualitätssicherung Biologie zur Verbesserung eingetragen. Dies geschieht, um die Qualität der Biologie-Artikel auf ein akzeptables Niveau zu bringen. Bitte hilf mit, diesen Artikel zu verbessern! Artikel, die nicht signifikant verbessert werden, können gegebenenfalls gelöscht werden. Lies dazu auch die näheren Informationen in den Mindestanforderungen an Biologie-Artikel. |

Der Pfirsichtriebwickler (Grapholita molesta) ist eine Schmetterling aus der Familie der Wickler (Tortricidae).

## Verbreitung
Der Pfirsichtriebwickler stammt aus China. Er wurde auch in Nord- und Südamerika, Asien, Australien sowie in Europa aufgefunden.

## Biologie
Die Weibchen legen die Eier an warmen Tagen auf den Obstbäumen ab. Je nach Temperatur schlüpfen die Raupen nach 6 bis 22 Tagen. Im Frühling und im Sommer fressen die Raupen an den Sprossen und Früchten.
Die Sexualpheromone der weiblichen Falter bestehen aus einem Isomerengemisch mit (Z)-8-Dodecen-1-yl-acetat als Hauptkomponente und (E)- 8-Dodecen-1-yl-acetat und (Z)-8-Dodecen-1-ol als Nebenkomponenten. Damit das Pheromon seine optimale Wirkung auf die Männchen ausüben kann, müssen 7 % (E)-8-Isomer im Gemisch enthalten sein.
Um den Pfirsichtriebwickler in Obstplantagen zu bekämpfen, wird die Verwirrmethode angewendet.

## Belege
1. ↑  J. Botha, D. Hardie, M. Poole, A. Reeves: Oriental fruit moth (Grapholita molesta): Exotic threat to Western Australia. Government of Agriculture: Factsheet No. 4/2004.
2. ↑  N. Varela, J. Avilla, C. Gemeno, S. Anton: Ordinary glomeruli in the antennal lobe of male and female tortricid moth Grapholita molesta (Busck) (Lepidoptera: Tortricidae) process sex pheromone and host-plant volatiles. The Journal of Experimental Biology 214, 637–645, 2010.
3. ↑  Habermehl G. G., Hammann E. P., Krebs C. H., Ternes W.: Naturstoffchemie eine Einführung, 3. Auflage. Springer Verlag, Berlin 2008, S. 163.